# برايان لامبرت (سياسي)
برايان لامبرت (بالإنجليزية: Brian Lambert)‏ هو سياسي نيوزلندي، ولد في 22 نوفمبر 1930. انتخب عضو مجلس النواب النيوزيلندي.